# 3813 Fortov
3813 Fortov eller 1970 QA1 är en asteroid i huvudbältet som upptäcktes den 30 augusti 1970 av den ryska astronomen Tamara Smirnova vid Krims astrofysiska observatorium på Krim. Den har fått sitt namn efter Vladimir Fortov.
Asteroiden har en diameter på ungefär fem kilometer och den tillhör asteroidgruppen Flora.